# Brettanomyces
Brettanomyces é um género de levedura na família Saccharomycetaceae. O nome do género Dekkera é utilizado de forma intercambiável com Brettanomyces, descrevendo a forma da levedura teleomorfo ou formadora de esporos. A morfologia celular da levedura pode variar de oval a longas células em forma de "salsicha". A levedura é acidogênica, e, quando cultivada em meios ricos em glucose produz grandes quantidades de ácido acético. Brettanomyces é importante tanto para as indústrias de fabricação de cerveja e vinho, devido aos compostos sensoriais que produz.
Na natureza, Brettanomyces vive nas cascas de frutas. A cepa Brettanomyces claussenii foi descoberta na cervejaria Carlsberg em 1904 por N. Hjelte Claussen, que estava investigando-a como uma causa de deterioração em ales inglesas. O termo Brettanomyces vem do grego, "fungo britânico".

## Cerveja
Na maioria dos  estilos de cerveja Brettanomyces é visto como um contaminante e as características que ela atribui são consideradas indesejáveis transmitindo "off-flavours." No entanto, em alguns estilos, particularmente certos tradicionais cervejas belgas, é apreciado e encorajado. Lambic e gueuze devem seus perfis  únicos de sabor a Brettanomyces; também é encontrada em Oud Bruin e Flanders red ale.  exemplos comerciais desses estilos incluem Liefmans Brown Ale, Rodenbach Grand Cru, e duquesa de Bourgogne . O mosteiro trapista Orval é único na elaboração da única cerveja trapista com  características de Brettanomyces. No caso da Orval, os cervejeiros adicionam o fermento à cerveja no engarrafamento.